# 布雷斯地区圣马丹
布雷斯地区圣马丹（法語：Saint-Martin-en-Bresse，法語發音：[sɛ̃ maʁtɛ̃ ɑ̃ bʁɛs]），或纯音译作圣马丹昂布雷斯，是法国勃艮第-弗朗什-孔泰大區索恩-卢瓦尔省的一个市镇，属于索恩河畔沙隆区。 

## 地名
法语人名在日常人名译名以及《世界人名翻譯大辭典》、《法语姓名译名手册》等主流人名译名类书籍资料中多译作“马丁”，不过在《世界地名翻译大辞典》、《世界地名译名词典》和《法国地图册》等主流地名译名类书籍资料中多译作“马丹”。

## 地理
布雷斯地区圣马丹（46°49'1"N, 5°3'38"E）面积34.59 平方千米，位于法国勃艮第-弗朗什-孔泰大區索恩-卢瓦尔省，该省份为法国中部省份，北起顺时针与科多尔省、汝拉省、安省、罗讷省、卢瓦尔省、阿列省和涅夫勒省接壤。
与布雷斯地区圣马丹接壤的市镇（或旧市镇、城区）包括：布雷斯地区塞里尼、达姆雷、迪科讷、盖尔方、蒙夸、布雷斯地区圣迪迪耶、蒂雷、维勒戈丹。
布雷斯地区圣马丹的时区为UTC+01:00、UTC+02:00（夏令时）。

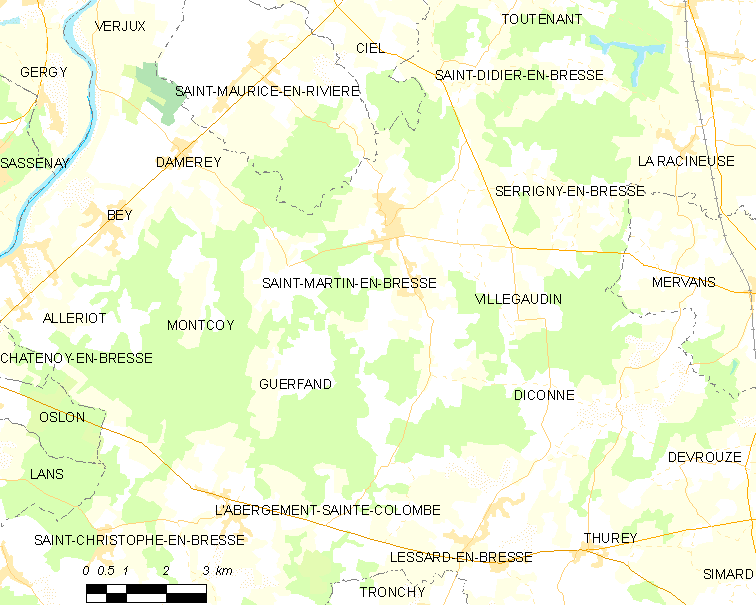
布雷斯地区圣马丹的OSM定位图

## 行政
布雷斯地区圣马丹的邮政编码为71620，INSEE市镇编码为71456。

## 政治
布雷斯地区圣马丹所属的省级选区为索恩河畔乌鲁县。

## 人口

1962-2008年间布雷斯地区圣马丹人口变化图示

布雷斯地区圣马丹于2022年1月1日时的人口数量为1902人。